# 江湖接班人
江湖接班人（英語：Hero of Tomorrow）是1988年上映的香港黑帮動作片，由潘文傑執導，莫少聰、苗僑偉、何家駒和張永正主演。1988年9月23日在港上映。苗僑偉此后被人称之为“三哥”就是因为本片。

## 剧情
三年前李森为救黑帮首领而被吴江陷害，被捕入狱。阿森出狱后先单人匹马向吴江報復，繼而流亡台湾投靠昔日曾受自己恩惠的江湖兄弟李驹。森见李驹好勇斗狠屡生事端，為免夜長夢多，决定金盤洗手并轉行卖鱼。新人流氓楊天順（綽號「烏鴉」）则成为驹的手下，乌鸦带着弟兄小山东在社会上逐渐有了些地位，他喜欢上了吴天真并帮助她成为酒吧歌手。改行后阿森跟乌鸦的姐姐丽玲好上。小山东因亏空了驹的一笔钱而遭到對方手下毆打，乌鸦为救他自断了一根手指。
一次驹在酒吧看到唱歌的天真就把她想带回宾馆上下其手，被乌鸦在宾馆房间阻止和打伤。驹气愤难消，就安排香港代理人阿龍讓乌鸦到香港殺警（西區警署陳警官）并企圖將之滅口，惟龍的借刀殺人計劃未遂，因為乌鸦及時逃離香港回台湾。与此同时驹派員到乌鸦的住处性侵犯天真，后来天真飲恨自杀。
乌鸦回台发现天真的遺體，就欲找驹商量報復計劃，並讓淡出江湖多年的森重出江湖，双方激战中丽玲中弹而死，於是三哥決定攜同烏鴉流亡回港。豈料駒竟然藉此赴港跟龍商談造馬交易，駒被鍾叔訓斥其為邀功而違背良心，更因看風使舵而不惜把森消除，有備而來的三哥及烏鴉隨即趁駒等人踏出大廈（灣仔海港中心）之際伏擊，他們雖槍殺包括龍在內的幾位骨幹，最后三哥卻被駒亂槍掃射擊斃，警方為捉拿駒等人歸案，亦大舉派員荷槍實彈嚴密佈防。而烏鴉見狀後立即擎槍指向駒，義無反顧要對駒開槍，卻陷於警網之下，不過他倆終究還是案件的犧牲者（駒被烏鴉射擊，警方繼而把兩人擊斃）。

## 演員表
- 苗僑偉 飾 李森／三哥
- 莫少聰 飾 烏鴉／楊天順
- 何家駒 飾 李駒
- 張永正 飾 小山東，乌鸦門生
- 金素梅 飾 楊麗玲，乌鸦姐姐，三哥爱人
- 唐麗球 飾 吳天真，乌鸦女友
- 龍銘恩 飾 阿龍
- 況明潔 飾 小肉包
- 谷峰 飾 鍾叔，三哥的大哥
- 黃光亮 飾 吳江，三哥的仇人
- 郭振鋒 飾 大B
- 柯受良 飾 阿昆，台灣角頭老大，被三哥殺害
- 田俊 飾 曹警司
- 陳欣健 飾 陳警官，被烏鴉擊斃
- 陳敬 飾
- 林聰 飾
- 陳松勇 飾 馬老大，被李驹所杀
- 岑潛波 飾
- 麥偉章 飾
- 吳育樞 飾
- 王耀 飾
- 黃雄 飾
- 冼灝英 飾 土狗
- 廖駿雄 飾
- 姚文基 飾
- 曾醒光 飾
- 林富偉 飾
- 神仙 飾